# Liabum
Liabum là một chi thực vật có hoa thuộc họ Asteraceae.

## Danh sách loài tiêu biểu
- Liabum acuminatum
- Liabum amplexicaule
- Liabum asperifolium
- Liabum bourgeaui
- Liabum brachypus
- Liabum brownei
- Liabum crispum
- Liabum cubense
- Liabum eggersii
- Liabum eriocaulon
- Liabum falcatum
- Liabum igniarium
- Liabum jelskii
- Liabum melastomoides
- Liabum nigropilosum
- Liabum poiteaui
- Liabum saloyense
- Liabum solidagineum
- Liabum steinbachii
- Liabum stipulatum
- Liabum subacaule
- Liabum subumbellatum
- Liabum trianae
- Liabum umbellatum
- Liabum valerioi
- Liabum wrightii

Nguồn: BC